# Mammelzen
Mammelzen település Németországban, Rajna-vidék-Pfalz tartományban. Lakosainak száma 1067 fő (2023. december 31.).

## Népesség
A település népességének változása:
| Lakosok száma | 731  | 1062 | 1064 | 1040 | 1052 | 1067 |
|               | 1975 | 2017 | 2019 | 2021 | 2022 | 2023 |